# Scenopinus sibiricus
Scenopinus sibiricus är en tvåvingeart som beskrevs av Nina Krivosheina 1981. Scenopinus sibiricus ingår i släktet Scenopinus och familjen fönsterflugor. Inga underarter finns listade i Catalogue of Life.